# وضعيات النوم
وضع النوم هو تكوين الجسم الذي يفترضه الشخص أثناء النوم أو قبله. لقد ثبت أن له آثارًا صحية، خاصة على الأطفال.

## تفضيلات النوم
وجد استطلاع كندي أن 39٪ من المستجيبين يفضلون وضع «السجل» (الاستلقاء على أحد الجانبين والذراعين إلى أسفل الجانب) و 28٪ يفضلون النوم على جانبهم مع ثني أرجلهم.
وجد استطلاع ترافيلودج أن 50٪ من الأزواج البريطانيين من جنسين مختلفين يفضلون النوم المتتالي، إما بغياب المداعبات (27٪) أو بوجود المداعبات (23٪). كانت المغازلة هي التالية، حيث كان الرجل في الخارج 20٪ من الوقت مقابل 8٪ مع المرأة في الخارج. 10٪ فضلوا «عقدة العشاق» (في مواجهة بعضهم البعض بأرجل متشابكة)، رغم أن الجميع باستثناء 2٪ افترقوا قبل النوم. اختير «وضعية هوليوود» للمرأة برأسها وذراعها على صدر الرجل بنسبة 4٪.

## مشاكل صحية

### وضعية النوم عند الأطفال
في طبعة عام 1958 من كتابه الأكثر مبيعًا The Common Sense Book of Baby and Child Care، حذر طبيب الأطفال الدكتور بنجامين سبوك من وضع الطفل على ظهره، وكتب، «إذا تقيأ [الرضيع] ، فمن المرجح أن يختنق من القيء». ومع ذلك، فقد أظهرت الدراسات اللاحقة أن وضع الطفل الصغير في وضعية الانبطاح يزيد من خطر الإصابة بمتلازمة موت الرضيع المفاجئ (SIDS). خلصت دراسة أجريت عام 2005 إلى أن «المراجعة المنهجية لعوامل الخطر التي يمكن الوقاية منها لـ SIDS من عام 1970 كان من شأنها أن تؤدي إلى الاعتراف المبكر بمخاطر النوم في الجبهة وربما حالت دون وفاة أكثر من 10000 طفل في المملكة المتحدة وما لا يقل عن 50000 في أوروبا والولايات المتحدة الأمريكية، وأستراليا».

### وضعية النوم والشخير
من المستحسن أن ينام الأشخاص المعرضون لخطر انقطاع النفس الانسدادي النومي على جانبهم  وبارتفاع 30 درجة أو أعلى في الجزء العلوي من الجسم. الشخير، الذي قد يكون (ولكن ليس بالضرورة) مؤشرًا لانقطاع النفس الانسدادي النومي، يمكن أيضًا تخفيفه عن طريق النوم على أحد الجانبين. 

### وضعية النوم وأمراض القلب
اقترحت الدراسات العلمية الحديثة تأثيرًا مفيدًا لوضع الاستلقاء الجانبي الأيمن على القلب. على وجه الخصوص، قيمت إحدى الدراسات التأثير اللاإرادي لثلاثة أوضاع للنوم (الاستلقاء، والاستلقاء الجانبي الأيسر، والاستلقاء الجانبي الأيمن) في الأشخاص الأصحاء باستخدام تحليل تقلب معدل ضربات القلب الطيفي. أشارت النتائج إلى أن النشاط القلبي المبهم كان أكبر عندما كان الأشخاص في وضع الاستلقاء الجانبي الأيمن.

### وضعية النوم والارتجاع المعدي المريئي
ينتج عن وضع النوم الجانبي الأيمن ارتداد في الليل أكثر بكثير من الوضع الجانبي الأيسر ووضعية الانبطاح. 

### وضعية النوم وشلل النوم
يرتبط النوم في وضع الاستلقاء بزيادة حدوث شلل النوم.

## أنظر أيضا
- الكذب (الموقف)
- المواقف البشرية
- المواقف الجنسية